# Karl Heinrich Thielemann
Karl Heinrich Thielemann (även Thielmann), född 7 december 1802 i Nicolai, Oberschlesien, död 14 augusti 1872 i Sankt Petersburg, var en tysk läkare.
Thielemann var överläkare vid Peter-Paulhospitalet i Sankt Petersburg 1837-68 samt grundläggare och redaktör för "Medicinische Zeitung Rußlands" 1844-60. 
Thielemann är främst känd för de av honom uppfunna '"Thielemanns droppar", mixtura eller tinctura Thielemanni, vilka användes mot diarré och därför även kallades diarrédroppar. Detta är en blandning av pepparmyntolja (tre delar), löst i koncentrerad etanol (22 delar) med tinctura opii crocata (opiumdroppar med saffran, 10 delar), kräkrotdroppar (25 delar) och valerianatinktur (40 delar).
Thielemanns droppar blev mycket begagnade i Sverige under koleraepidemierna 1853 och de följande åren och fick utlämnas receptfritt från apotek trots att de innehåller opium. Formeln är upptagen i svenska farmakopén.